# Fantasía sobre Fausto
Fantasía sobre Fausto, de Gounod es un óleo sobre lienzo realizado por el pintor español Mariano Fortuny en 1866 .

## Inspiración
El autor quiso realizar mediante este cuadro una dedicatoria a la música y a su práctica virtuosa. Fue además realizado en el estudio madrileño del pintor Francisco Sans y Cabot (1834-1881) con motivo de la interpretación que el pianista español Juan Bautista Pujol i Riu (1835-1898) realizó sobre su Gran fantasía para piano basada en motivos de la ópera Fausto del compositor francés Charles Gounod. En su lateral inferior izquierdo se lee: «Recordando vuestra fantasía sobre Fausto».
Fortuny quedó impresionado por la interpretación, al igual que sus compañeros, representados en la obra: Agapito Francés (1840-1869) y Lorenzo Casanova (1845-1900), ya que los tres realizaron obras de carácter abocetado, estimulados por aquella velada. Representa la Opus 20 de su catálogo como compositor, en el cual anteriormente había incluido otras fantasías a partir de óperas de Verdi. Es destacable mencionar que Gounod tocó su Gran fantasía por vez primera en el Real Conservatorio de Música y Declamación de Madrid el 7 de marzo de 1866.
Esta obra hubo de componerse después del 20 de junio de este mismo año, día de la llegada de Fortuny a Madrid. Así pues, se cree que Fortuny pudo haber contactado con el compositor francés y, durante su estancia en Madrid, trató con frecuencia a Pujol, amigo íntimo de Sans Cabot y asiduo de las veladas musicales de los Madrazo.

## Contenido
El artista realizaría varios estudios acerca del compositor ante su instrumento, en los que aparece en la misma posición que en el óleo un piano de cola de madera de color caoba, con pedalero de lira, patas acanaladas y ruedas, de la marca Pleyel o Erard.
La escena representada de la ópera se desarrolla en el jardín de la casa de Margarita y la suavidad del color de los vestidos de Fausto y Margarita y el fondo iluminado contrasta con los tonos oscuros de las figuras del resto de personajes, representadas con una comedida ejecución, de manera que es el propio pincel el que dibuja los vuelos del vestido de Margarita y del manto de Mefistófeles. Esta figura, por su teatralidad, es la principal de la escena, con un atavío muy fiel al texto en el que se presenta en la obra literaria de Johann Wolfgang von Goethe; en la facha de noble caballero, con un traje rojo, guarnecido de oro, el capotillo de lisa seda, una pluma de gallo en el chambergo y un buido estoque al cinto. El artista ya había representado a este personaje anteriormente y está relacionado con las ilustraciones realizadas por Gustave Doré para la novela de Théophile Gautier Le capitaine Fracasse. Esta obra pudo a su vez inspirar a Federico de Madrazo, suegro del autor, quien meses más tarde realizó una pintura cuya composición es similar, El sueño de Antropos.

## Técnica
Según Sans Cabot, el carácter y genio del artista podían verse mejor en los bocetos y obras realizadas "alla prima" que en sus pinturas más acabadas. Refiriéndose a este cuadro afirmó que debía ser considerado una improvisación, pues fue concebido y ejecutado en pocas horas. Aquí, esa libertad de ejecución es paralela al espíritu arrebatado de la escena, aludido en el desorden en que se aprecian las partituras sobre los macillos del piano, en el suelo y en las carpetas apiladas sobre la mesa. A través de toques vibrantes de pincel el artista resaltó los brillos y las luces de las superficies en madera de la silla y el piano, los oros apagados de la cornucopia y los vivos del marco de la acuarela.
A pesar de su desenvuelta factura, Fortuny ha conseguido captar las diferentes calidades. La sutileza del tratamiento de los fondos aéreos, con mayor empaste a la izquierda, y su transición hacia el muro de la habitación, que ha sido pintado restregando el pincel en seco, es algo característico del artista. También lo es el modo en el que, destacando sobre el equilibrio de tonos cálidos y fríos, utiliza un rojo brillante (que aparece también en largas pinceladas en el suelo y en la dedicatoria y la firma) con el fin de realzar la pintura central.

## Interpretaciones
La presencia de un búho o mochuelo blanco de bajo vuelo resalta la escena fantástica con una insinuación maligna. Era Fortuny un pintor necesitado de la directa motivación del natural, sin embargo, en este cuadro pretendió aludir la fantasía proporcionada a su espíritu por la música interpretada por Pujol. Se aprecia una terminante diagonal que divide la escena en dos partes: una real, en que se aprecia quietud y personajes con vestimentas oscuras, y otra imaginaria, donde se ve movimiento y color. Por esta división entre el mundo real y el imaginario y la presencia de los búhos, la obra de Fortuny recuerda al grabado Capricho 43 de Goya, al cual tenía en gran estima y cuyas obras estudiaba a través de copias. La pintura se enriquece con un marco dorado con escocia estriada, hojas de acanto y festón de hojas de laurel y bayas.

## Ubicación
La obra figuró en la colección Pujol, pues Fortuny le había dedicado y regalado la obra y, más tarde, en la de Ramón de Errazu puesto que el pianista se la vendió y, arrepintiéndose más tarde por este hecho, trató de rescatarla. Errazu lo cedió al Museo del Prado en 1904. Cuando fue expuesta por primera vez en el Prado, fue considerado como el óleo más importante realizado por Fortuny en el legado. Posteriormente sería copiado en diferentes ocasiones.